# Orthosia gothicina
Orthosia gothicina là một loài bướm đêm trong họ Noctuidae.